# محمد حسين الذهبي
محمد حسين الذهبي (19 أكتوبر 1915 - 7 يوليو 1977) وزير الأوقاف المصري الأسبق. ولد في مدينة مطوبس في محافظة كفر الشيخ. التحق بكلية الشريعة جامعة الأزهر وتخرج منها عام 1939. حصل الذهبي على الدرجة العالمية، أي الدكتوراه، بدرجة أستاذ في علوم القرآن عام 1946 من كلية أصول الدين في جامعة الأزهر وذلك عن رسالته التفسير والمفسرون التي أصبحت بعد نشرها أحد المراجع الرئيسة في علم التفسير.
عمل الدكتور الذهبي أستاذا في كلية الشريعة جامعة الأزهر وأعير عام 1968 إلى جامعة الكويت. بعد عودته عام 1971 عين أستاذا في كلية أصول الدين ثم عميدا لها ثم أمينا عاما لمجمع البحوث الإسلامية في الخامس عشر من أبريل عام 1975. أصبح وزيرا للأوقاف وشئون الأزهر وذلك حتى نوفمبر عام 1976.

## مؤلفاته
من أهم مؤلفاته:
- التفسير والمفسرون،
- الوحي والقرآن الكريم،
- الاتجاهات المنحرفة في تفسير القرآن الكريم دوافعها ودفعها،
- تفسير ابن عربي للقرآن حقيقته وخطره،
- الإسرائيليات في التفسير والحديث،
- أثر إقامة الحدود في استقرار المجتمع،
- عناية المسلمين بالسنة،
- مدخل لعلوم الحديث والإسلام والديانات السماوية.

## اغتياله
اغتيل الإمام الدكتور محمد حسين الذهبي عام 1977 من قبل أعضاء جماعة التكفير و الهجرة. بعدما حبسته رهينة عندها. طلبت مقابل الإفراج عنه، الإفراج عن ستين سجينا ومائتي ألف جنيه مصري. قوبلت هذه المطالب بالرفض.